# Michael Kasimir Radziwiłł

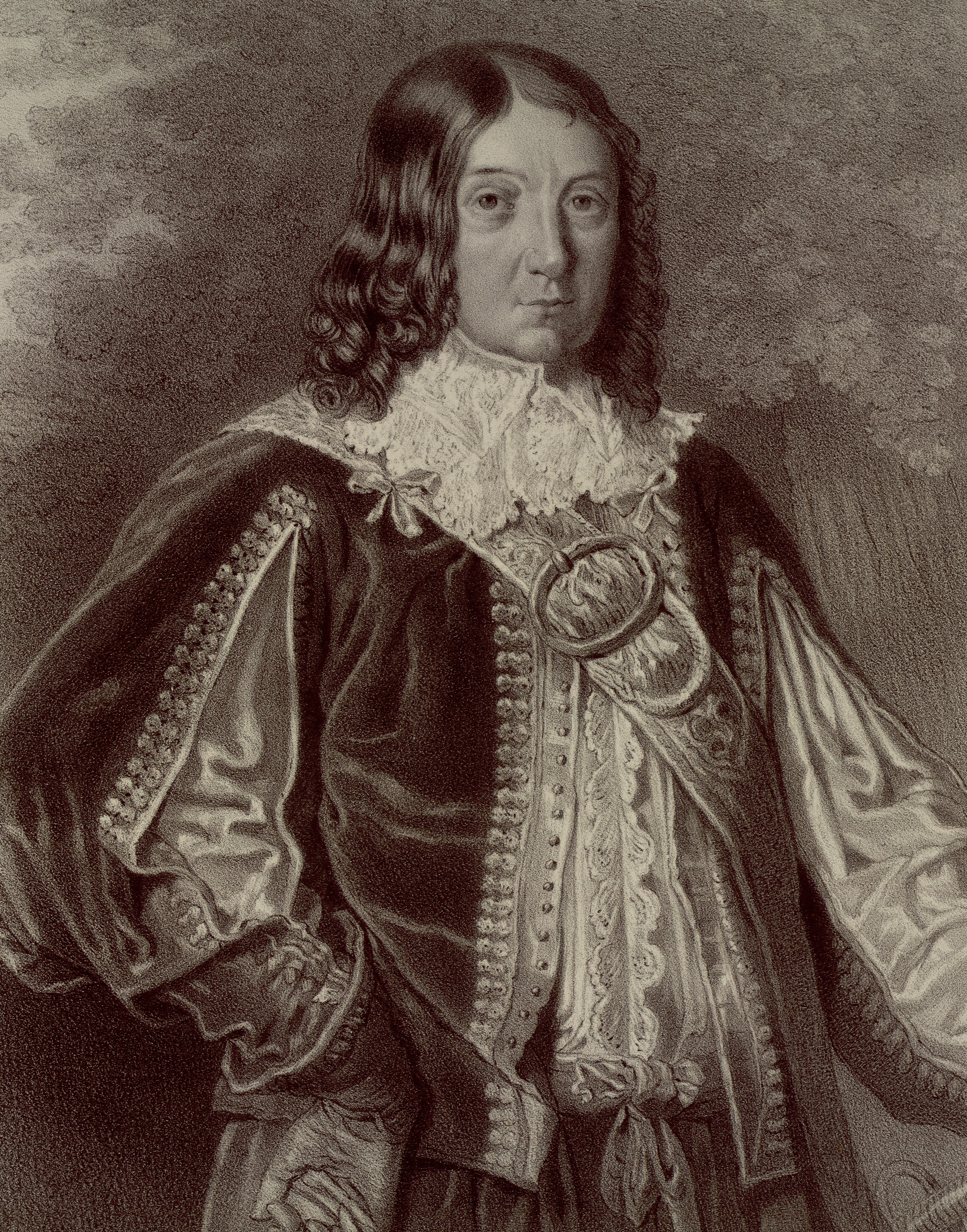
Fürst Michael Kasimir Radziwiłł

Michael Kasimir Radziwiłł (litauisch Mykolas Kazimieras Radvila, polnisch Michał Kazimierz Radziwiłł; * 26. Oktober 1635 in Njaswisch, damals Großfürstentum Litauen; † 23. November 1680 in Bologna, damals Kirchenstaat) war ein litauischer Adeliger, Magnat, Staatsmann, Heerführer und Reichsfürst im Heiligen Römischen Reich aus dem Adelsgeschlecht der Radziwiłł.

## Leben
Radziwiłł war ein Sohn des litauischen Großmarschalls Alexander Ludwig Radziwiłł († 1653) und der Bruder des Dominicus Radziwiłł. Er bekleidete im litauischen Reichsteil des Königreichs Polen-Litauen verschiedene Ämter, so war er ab 1652 Großtruchsess, ab 1656 Großmundschenk, ab 1658 Feldhetman von Litauen. Ab 1661 war er Kastellan von Vilnius, ab 1667 Woiwode der Wojewodschaft Vilnius. 1668 wurde er Vizekanzler von Litauen, sowie Starost von Upytė, Przemyśl, Człuchów, Kamjanez-Podilskyj, Chojnice, Lida, Telšiai, Rabsztyn, Choteń, Homel, Ostra, Gulbin und vieler anderer Städte. Die Großfürsten von Radziwiłł besaßen mehrere Residenzen im Land. Die Hauptresidenz war seine Geburtsstadt Njaswisch. Am 28. September 1679 kam er im Auftrag des polnischen Königs mit einer Gesandtschaft an den kurfürstlichen Hof nach Berlin. Von dort führte ihn seine Reise weiter bis nach Rom, das er gegen Ende Juni 1680 erreichte. Er besuchte zunächst Monsignore Capobianco und wurde zu einer persönlichen Audienz vom Papst empfangen. Nach einem längeren Aufenthalt in Rom beschloss er im November die Heimreise anzutreten, obwohl er durch eine Krankheit geschwächt war und ihm die Ärzte von der Reise abrieten. Wie sie es ihm prophezeit hatten, erreichte er Polen nicht, sondern starb am Abend des 23. Novembers 1680 gegen 8 Uhr in Bologna.

## Familie
Radziwiłł war seit dem 16. Juni 1658 mit Katharina Sobieska (Katarzyna Sobieska, 1634–1694) verheiratet, was ihn zum Schwager von König Johann III. Sobieski machte, an dessen Seite er am Osmanisch-Polnischen Krieg 1672–1676 gegen die Osmanen teilnahm und sich, im Gegensatz zu seinen Vettern Janusz Radziwiłł und Bogusław Radziwiłł, im Krieg gegen die Schweden durch Patriotismus auszeichnete.
- Georg Joseph Radziwiłł (Jerzy Józef Radziwiłł 1668–3. Januar 1689) ⚭ 3. September 1687 mit Eleonore, der Schwester des Fürsten Leopold I. von Anhalt-Dessau
- Karol Stanisław Radziwiłł, der ebenfalls Großkanzler von Litauen wurde ⚭ 1691 oder 1692 mit Anna Katarzyna (geborene Sanguszko) einer Tochter des Fürsten Hieronymus Sanguszko.
  - In Sluzk gründete Michał Kazimierz Radziwiłł (1702–1762) eine Fabrik (Pasiarnia) zur Herstellung kostbarer Seidenteppiche und Gold durchwirkter Gürtel, in der auch Seidenstoffe und Brokate hergestellt wurden.[2]